# 알사피

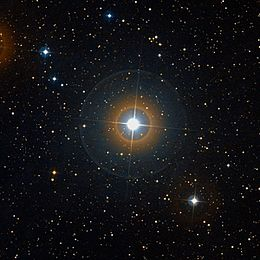

알사피(Alsafi) 또는 용자리 시그마(σ Dra)는 용자리 방향으로 태양으로부터 약 18.8 광년 떨어진 곳에 있는 +4.7 등급 밝기의 항성이다.

## 이름
용자리 시그마(σ Dra)는 이 항성을 바이어 명명법으로 표기한 것이다. 상기 표기법은 독일 천체지도학자 요한 바이어가 만든 1603년작 성표 우라노메트리아에서 확립한 방식이다.
이 별은 전통적으로 알사피 Alsafi 로 불려 왔는데, 이 단어는 아랍어 구어 아사피이 Athāfiyy (유목민들이 야외 주방에서 사용하는 삼각대를 부르는 이름)에서 잘못 전사된 것이다. 알사피는 이 별에 용자리 타우, 웁실론까지 세 별을 묶어 가리키는 단어였다. 1971년 NASA 안내서에 따르면 아사피 / 알사피 Athāfi / Alsafi는 용자리 시그마(알사피 Alsafi ), 타우(아사피 I Athāfi I ), 웁실론(아사피 II Athāfi II ) 셋을 부르는 명칭이었다 한다. 2016년 6월 30일 국제천문연맹은 WGSN(항성명칭 워킹그룹)이 발간한 공고문을 통해 용자리 시그마에 알사피 Alsafi 명칭을 공식 부여하였다.
중화권에서 알사피는 용자리 델타, 엡실론, 로, 64, 파이와 함께 자미원 내 천주(天廚, 하늘의 부엌)의 일원이다. 이들 중 알사피 하나만을 부르는 명칭은 천주2(天廚二)이다.

## 특성
용자리 시그마는 분광형 K0 V의 표준별 역할을 오래 담당해 온 주계열성이다. 이 별의 분광형 K0 V는 1943년 MKK 항성도감 이래 지금껏 바뀌지 않은, 모건-키넌 시스템에서 드문 기준점들 중 하나이다. 그러나 현대적인 분광기로 측정한 이 별의 분광형은 G9 V로 나온다.
용자리 시그마의 반지름은 CHARA 어레이를 부착한 간섭계를 이용하여 직접 측정되었으며 그 크기는 태양 반지름의 77.6%이다. 질량은 태양의 85%이고 광도는 태양의 41%에 불과하다. 항성의 자전속도(v sin i)는 상대적으로 느려 초당 1.4 킬로미터이다. 시그마별은 중원소가 근소하게 부족한 항성으로 취급받으며 이는 헬륨보다 질량이 큰 원소가 태양과 비교했을 때 항성에 적게 존재한다는 뜻이다.
시그마별의 표면온도, 광도, 표면 활동은 항성의 흑점 주기와 매우 유사하게 근소한 변화량을 보이고 있다. 다만 정확한 주기는 (1992년 기준) 밝혀지지 않았다. 밝기 변화의 총량은 히파르코스 우주선이 측정한 항성들 중에서도 매우 작은 축에 속한다.
용자리 시그마의 고유 운동량은 커서 매년 1.835 초각의 속도로 천구를 가로지르고 있다. 이 별은 태양계에 지금으로부터 46,725년 전 16.55 광년 (5.075 파섹)까지 근접한 바 있다. 시그마의 우주 속도 요소들은 U=+36, V=+40, W=-10 km/s이다. 이로부터 시그마는 우리은하의 중심을 비정상적으로 높은 0.30(태양은 0.06)의 궤도 이심률을 그리면서 돌고 있음을 알 수 있다. 은하중심으로부터 시그마까지의 평균 거리는 약 10.3 킬로파섹(34,000 광년)이다.
2013년 기준으로 시그마 주위에서 목성질량 또는 그 이상 되는 체급의 동반천체는 발견되지 않았으며 별주위 물질(먼지 원반 같은 것)의 증거인 적외선 초과 복사도 감지되지 않은 상태이다.

## 행성 탐사
2004년부터 2013년 사이 켁 천문대의 고해상도 에셀 분광기(HIRES)를 이용하여 시그마별의 시선속도를 폭넓게 수집했다. 이 켁/HIRES 자료로부터 동반천체일 가능성이 있는 약 300일 주기의 신호와, 위신호일 가능성이 큰 2800일 주기의 신호가 잡혔다. 릭 천문대의 자동 행성 탐사기(Automated Planet Finder)로 데이터를 추가 수집한 결과 300일 주기의 천체는 존재할 가능성이 올라갔으나 2800일 주기 천체의 존재 가능성은 반대로 낮아졌다. 상기 연구 결과들을 통해 천왕성 정도 질량의 행성이 308일에 1회 어머니 항성을 돌고 있다고 추정할 수 있다. 그러나 논문 저자들은 항성의 시선속도 변화량에 행성이 아닌 다른 원인이 섞여 있을 가능성을 배제할 수 없기에 행성의 존재를 공표할 단계는 아니라고 밝혔다.
| 동반천체 (항성에서 가까운 순서) | 질량   | 긴반지름 (AU) | 공전주기 (일) | 궤도이심률 | 궤도경사각 | 반지름 |
| ------------------------------- | ------ | ------------- | ------------- | ---------- | ---------- | ------ |
| (미확인)                        | ≳12 M⊕ | ≈0.814        | 308           | ~0 (추정)  | —          |        |